# 咱果乡
咱果乡，是中华人民共和国湖南省湘西土家族苗族自治州龙山县下辖的一个乡镇级行政单位。

## 行政区划
咱果乡下辖以下地区：
咱果村、卡撮村、金钱村、石堤村、脉龙村、黄河村、克寨村、三分田村、王家村、土车沟村、连界村和哪寨村。